# Apeadeiro de Custió-Araújo
O apeadeiro de Custió-Araújo foi uma interface da Linha de Leixões, que serviu, entre 1941 e 1987, as localidades de Custió e Araújo, no Município de Matosinhos, em Portugal.

## Descrição

### Localização e acessos
Esta interface situava-se no quarteirão entre as ruas Dom. Manuel Martins e do Araújo, ambas com viadutos sobre a via férrea, a curta distância de uma paragem de transporte rodoviário ainda hoje designada como “Rua Estação Araújo” (REAR1 e REAR2).

### Infraestrutura
A plataforma situava-se do lado sul da via (lado esquerdo do sentido ascendente, para Leixões).
O Ramal Leça do Balio Petroquímica (cód. 109; dep. 21097) inseria-se na rede ferroviária ao PK 14+452, bem perto deste apeadeiro, mas nominalmente adstrito à vizinha estação epónima; classificado como Ramal Particular, era gerido pela Petibol com tipologia «Linhas de Carga/Desc. Privado»; elencado em documentos oficiais até 2022, deixa de figurar junto com ramais análogos no ano seguinte.

## História
Este apeadeiro situava-se no lanço entre as Estações de Contumil e Leixões da Linha de Leixões, que abriu à exploração no dia 18 de Setembro de 1938, originalmente com o nome de Linha de Cintura do Porto.
Um diploma publicado no Diário do Governo n.º 79, Série II, de 5 de Abril de 1941, aprovou o plano para um apeadeiro no PK 14,320 da Linha de Cintura do Porto, no lugar de Araújo.
Um despacho da Direcção-Geral de Caminhos de Ferro, publicado no Diário do Governo n.º 47, III Série, de 27 de Fevereiro de 1951, aprovou a Companhia dos Caminhos de Ferro Portugueses a alterar os quadros de distâncias quilométricas das Linhas do Minho e Douro, incluindo a introdução da distância correspondente ao apeadeiro de Custió-Araújo.
O serviço de passageiros foi suspenso na Linha de Leixões em 1987; mais tarde, Custió-Araújo não foi abrangido pela efémera reabertura de 2009-2011 por se situar fora do segmento em serviço da Linha de Leixões (“Linha Roxa”).